# Sankt Stephan
Sankt Stephan (Frans (verouderd): Saint-Etienne) is een gemeente en plaats in het Zwitserse kanton Bern, en maakt deel uit van het district Obersimmental-Saanen.
Sankt Stephan telt 1.339 inwoners.

## Geboren
- August Fetscherin (1849-1882), Zwitsers arts